# Jay DeMerit
Jay Michael DeMerit, né le 4 décembre 1979 à Green Bay, dans le Wisconsin, est un ancien joueur international américain de soccer qui évoluait au poste de défenseur.

## Carrière en club

### Début de carrière
DeMerit pratique trois sports comme universitaire dans le Wisconsin, où il joue au basket-ball et fait de l'athlétisme parallèlement au football. Il est diplômé en 1998.
DeMerit est joueur universitaire de soccer à l'université de l'Illinois à Chicago, où il recule du poste d'attaquant à celui de défenseur. À l'université, DeMerit fait partie d'une ligne défensive qui mène l'équipe aux séries éliminatoires de la NCAA en 2000. Bien qu'il joue avec le Fire Premier de Chicago, l'équipe réserve du Fire de Chicago en Premier Development League, il n'est pas repêché ou recruté par les clubs de Major League Soccer après l'obtention du diplôme de l'université. Prenant les conseils d'un ancien coéquipier européen, il décide de profiter de son statut de ressortissant de l'Union européenne (grâce à son grand-père danois) et déménage en Angleterre en 2003 avec seulement 1 800 $, espérant trouver un club où jouer. Il commence à jouer pour Southall, dans la neuvième division du football anglais, pour seulement 40 £ par semaine.
En juillet 2004, DeMerit rejoint Northwood, en septième division, jouant certains de leurs matches de pré-saison. Northwood rencontre Watford, club de Championship, puis un autre club de la même division en matchs amicaux de pré-saison. Au cours du match, DeMerit impressionne l'entraîneur de Watford Ray Lewington, assez pour gagner une période d'essai de deux semaines. L'essai s'avérant concluant, DeMerit signe un contrat d'un an avec Watford pour la saison 2004-2005 et est depuis un habitué de l'équipe première de Watford.

### Watford
Au cours de la saison 2005-2006, Watford est attendu par beaucoup pour lutter contre la relégation en League One comme ils l'avaient fait lors de la première saison de DeMerit avec le club. Cependant, sous les ordres du nouvel entraîneur Aidy Boothroyd, Watford garde une forme solide pendant toute la saison et termine troisième au classement du championnat, gagnant une place en play-offs pour le dernier des trois strapontins annuels pour la Premier League. Le 21 mai 2006, lors de la finale des play-offs contre Leeds United, DeMerit marque le premier but du match de la tête et est nommé « homme du match » alors que Watford obtient la promotion en Premier League en battant Leeds 3-0. Les efforts de DeMerit pour aider le club à acquérir la promotion sont récompensés par une prolongation de contrat, courant jusqu'à la fin de la saison 2008-2009.
DeMerit est nommé comme l'un des trois candidats au titre de « joueur de la saison 2006-2007 » de Watford, qui est finalement remporté par le gardien Ben Foster.
Jusqu'à la saison 2007-2008, DeMerit est régulièrement choisi comme vice-capitaine de Watford, derrière Gavin Mahon. Il est capitaine de Watford pour la première fois le 9 décembre 2006, lors du match à domicile contre Reading, et ré-enfile le brassard le 6 janvier 2007 pour la victoire 4-1 contre Stockport County au troisième tour de la FA Cup. Le 15 décembre 2007, il est annoncé que DeMerit avait été nommé capitaine, en remplacement de Mahon, dont le contrat n'est pas renouvelé. Cependant, cela s'avère plus tard être un choix temporaire, car le brassard de capitaine navigue entre DeMerit, Danny Shittu et Richard Lee, avant d'être finalement confié à John Eustace, un milieu de terrain central qui vient de signer.
Au début de la saison 2009-2010, Jay DeMerit subit une égratignure sur son globe oculaire tout en enlevant une lentille de contact. Son œil se retrouve infecté, obscurcissant sévèrement sa vision et nécessitant une intervention chirurgicale. Il revient à la compétition le 7 décembre 2009, en jouant la seconde mi-temps de la victoire 3-1 de Watford contre Queens Park Rangers.
En juin 2010, Watford met fin au contrat de Jay DeMerit.

### Fin de carrière à Vancouver
Le 18 novembre 2010, les Whitecaps de Vancouver, alors prêts à faire leur entrée en MLS en 2011, en font leur toute première acquisition en allant le signer. Il le nomme capitaine quelques jours plus tard.

## Carrière internationale
Jay DeMerit honore sa première sélection avec l'équipe des États-Unis le 28 mars 2007, entamant un match amical contre le Guatemala. Il est membre de l'équipe des États-Unis pour la Gold Cup 2007. Lors de la Coupe des confédérations 2009, DeMerit commence comme arrière central en raison d'une blessure à la cuisse de Carlos Bocanegra. Le 24 juin 2009, DeMerit joue tout le match alors que les États-Unis défont l'Espagne 2-0 en demi-finale. Le 28 juin 2009, DeMerit joue également la finale perdue contre le Brésil en intégralité. Le 1er juin 2010, Bob Bradley le sélectionne pour participer à la Coupe du monde 2010 où il est titularisé pour les trois matchs de poule des États-Unis (Angleterre, Slovénie et Algérie) ainsi que lors des huitièmes de finale (défaite 1-2a.p contre le Ghana), où il formera une excellente charnière centrale avec Oguchi Onyewu puis Carlos Bocanegra.

## Palmarès

### Équipe nationale
- Vainqueur de la Gold Cup en 2007

### Individuel
- Sélectionné dans le onze de départ du Match des étoiles de la MLS 2012